# سوسنوفکا (شهرستان میشکینسکی، باشقیرستان)
سوسنوفکا (انگلیسی: Sosnovka, Mishkinsky District, Republic of Bashkortostan) یک شهرک در شهرستان میشکینسکی استان باشقیرستان کشور روسیه است.